# Giuseppe Lillo
Pour les articles homonymes, voir Lillo.
Giuseppe Lillo, né le 26 février 1814 à Galatina, dans la province de Lecce, dans les Pouilles, alors dans le royaume de Naples – mort le 4 février 1863  à Naples, est un compositeur italien du XIXe siècle.

## Œuvres

### Opéras
- La moglie per 24 ore, ossia L’ammalato di buona salute, opera buffa en 2 actes, sur un livret de A. Passaro, Naples, Real Collegio di Musica, carnaval 1834
- Il gioiello, opera semiseria en 2 actes, sur un livret de Leopoldo Tarantini, Naples, Teatro Nuovo, automne 1835
- Odda di Bernaver, opera seria en 2 actes, sur un livret de Giovanni Emanuele Bidera, Naples, Teatro San Carlo, 28 février 1837
- Rosmunda in Ravenna, tragedia lirica en 2 actes, sur un livret de Luisa Amalia Paladini, Venise, Teatro La Fenice, 26 décembre 1837
- Alisa di Rieux, opera semiseria en 3 actes sur un livret de Gaetano Rossi, Rome, Teatro Argentina, printemps 1838
- La modista, opera semiseria en 2 actes, Florence, Teatro La Pergola, 9 mai 1839
- Il conte di Chalais, opera seria en 2 actes, sur un livret de Salvatore Cammarano, Naples, Teatro San Carlo, ottobre 1839 avec Paul Barroilhet et Michele Benedetti (basso)
- Le disgrazie di un bel giovane, ossia Il zio e il nipote, opera giocosa en 2 actes, sur un livret de Leopoldo Tarantini, Florence, Teatro La Pergola, printemps 1840
- Le nozze campestri, dramma per musica in 1 atto su libretto di Giovanni Schmidt, Naples, Teatro San Carlo, 30 mai 1840
- L’osteria di Andujar, opera comica en 3 actes sur un livret de Leopoldo Tarantini, Naples, Teatro San Carlo, 30 septembre 1840
- Cristina di Svezia, tragedia lirica en 3 actes sur un livret de Salvatore Cammarano, Naples, Teatro San Carlo, 21 janvier 1841 avec Domenico Reina et Giovanni Orazio Cartagenova
- Lara, tragedia lirica en 2 actes, sur un livret de Leopoldo Tarantini, Naples, Teatro San Carlo, carnevale 1842 avec Eugenia Tadolini et Michele Benedetti (basso)
- Il cavaliere di San Giorgio, ossia Il mulatto, opera semiseria en 2 actes, sur un livret de Jacopo Ferretti, Turin, Teatro Carignano, automne 1846
- Caterina Howard, opera tragica en 4 actes sur un livret de G. Giachetti, Naples, Teatro San Carlo, 26 septembre 1850 avec Achille De Bassini
- La Delfina, opera semiseria en 2 actes, sur un livret de M. d’Arienzo, Naples, Teatro Nuovo, mars 1850
- La gioventù di Shakespeare, ossia Il sogno d’una notte estiva, commedia lirica en 3 actes sur un livret de G.S. Giannini, Naples, Teatro Nuovo, 29 décembre 1851
- Ser Babbeo, opera semiseria en 3 actes sur un livret de L.E. Bardare, Naples, Teatro Nuovo, 8 mai 1853
- Il figlio della schiava, dramma lirico en 3 actes sur un livret de G.S. Giannini, Naples, Teatro del Fondo, 9 juillet 1853

## À noter
Salvadore Cammarano a été le librettiste de son œuvre Il Conte di Chalais.